# Paul Van den Abeele
Paul Van den Abeele (Aalst, 10 augustus 1929 – Erembodegem, 17 december 2014) was een Belgisch fotograaf en beeldend kunstenaar. Van 1947 tot 1994 was hij als fotojournalist verbonden aan de kranten van De Standaard-groep. Hij blijft vooral bekend om zijn portretten van schrijvers en kunstenaars. In 1987 kreeg hij de Staatsprijs ter bekroning van een kunstenaarsloopbaan.

## Vorming
Paul Van den Abeele studeerde tekenen en beeldhouwen aan de Academie van Aalst. Tijdens zijn legerdienst (1949-50) volgde hij de avondleergangen tekenen in de Academie van Antwerpen. Tussen 1952 en 1957 bezocht hij regelmatig het vrij tekenatelier van Sint-Lambrechts-Woluwe waar hij onder andere samenwerkte met Edgard Tytgat, Oscar Jespers, Maurits Van Saene, Serge Creuz, Herman Minner, Gust Reyns en Antoine Mortier. Tytgat en Jespers waren zijn belangrijkste leermeesters. 
Als zoon van een steenkapper had hij veel bewondering voor het métier van Jespers. Bij Tytgat herkende hij het volkse karakter van zijn naïef poëtisch wereldbeeld. Als telg uit een Daensistische Aalsterse familie, koesterde hij het rebelse en strijdende gedachtegoed van deze democratische stroming.

## Fotograaf
Als verslaggever fotografeerde hij ongeveer alles wat in België in de tweede helft van de 20ste eeuw te fotograferen viel, van wielerkoersen en voetbalmatchen tot betogingen, ijzerbedevaarten, blijde intredes, partijcongressen, assisenprocessen en pensenkermissen, overstromingen, schoonheidswedstrijden, vernissages en boekpresentaties. 
Tot zijn belangrijkste reportages behoren zijn reis (samen met Jaak Veltman) met de Trans-Siberische spoorlijn in 1971 en het eerste bezoek van de pas verkozen paus Johannes-Paulus II aan zijn geboorteland Polen in 1979.
Paul Van den Abeele werd algemeen beschouwd als een pionier van de Vlaamse fotojournalistiek. Naast hun nieuwswaarde en hun documentair karakter getuigen zijn foto’s van zijn esthetische ingesteldheid. Binnen het vluchtige medium van de persfotografie ontwikkelde hij een eigen subjectieve stijl. Dankzij de erkenning van zijn persoonlijke artistieke ingesteldheid, kreeg de fotografie ook in de Vlaamse pers een autonoom karakter, dat door persfotografen van de volgende generaties elk op hun eigen manier werd uitgebouwd.

## Portretten
Zijn meest geliefde onderwerp was het portret. Geen stroeve pose of psychologische studie, maar de trefzekere registratie van de eigenheid van het personage. Deze vindt hij minder in een houding of een gebaar dan in het gelaat. Bedachtzaam en direct creëert hij een ongekunstelde natuurlijkheid.
Met Louis-Paul Boon maakte hij in 1965 het kunstboek Olsjt, een ode aan hun beider geboortestad. Hij maakte van Boon zoveel foto's, dat hij mettertijd als zijn 'huisfotograaf' werd beschouwd.
Talrijke auteurs werden door hem geportretteerd. Onder hen zijn te vermelden Willem Elsschot, Stijn Streuvels, Hugo Claus, Marguerite Yourcenar, Eugène Ionescu, Gaston Burssens, Filip de Pillecyn, Fred Bervoets, Paul Snoek en Hugues C. Pernath. 
Hij fotografeerde vele malen talrijke beeldende kunstenaars, onder wie Roger Raveel, Dan Van Severen, Raoul De Keyser, Edgard Tytgat, Marc Mendelson, Henri-Victor Wolvens, Albert Servaes, José Vermeersch, Bram Bogart, Hergé, Luc Claus, Roel D'Haese, Panamarenko, Jan Fabre, Maurice Wyckaert, Antoine Mortier, Armand Vanderlick, Paul Delvaux, Luc Peire, Vic Gentils, Oscar Jespers, Rik Slabbinck, Alechinsky, Gilbert & George en Salvador Dalí.

## Beeldend kunstenaar
Als beeldend kunstenaar was Van den Abeele vooral een tekenaar. Naast grafisch werk (etsen, linosneden, steendrukken, houtskooltekeningen) maakte hij echter ook aquarellen, pastels en schilderijen in olieverf. Gevormd door klassieke modernen als Picasso, Matisse en Léger en verbonden met het Vlaams en het Duits expressionisme, maakte hij in de jaren vijftig en zestig gestileerde portretten, landschappen, marines en stillevens. Zijn verhalende composities zijn nauw verbonden met zijn lectuur van klassieke schrijvers en moderne dichters. In zijn latere werk creëerde hij een eigen poëtische, ietwat naïeve stijl, waarin de mens centraal staat.

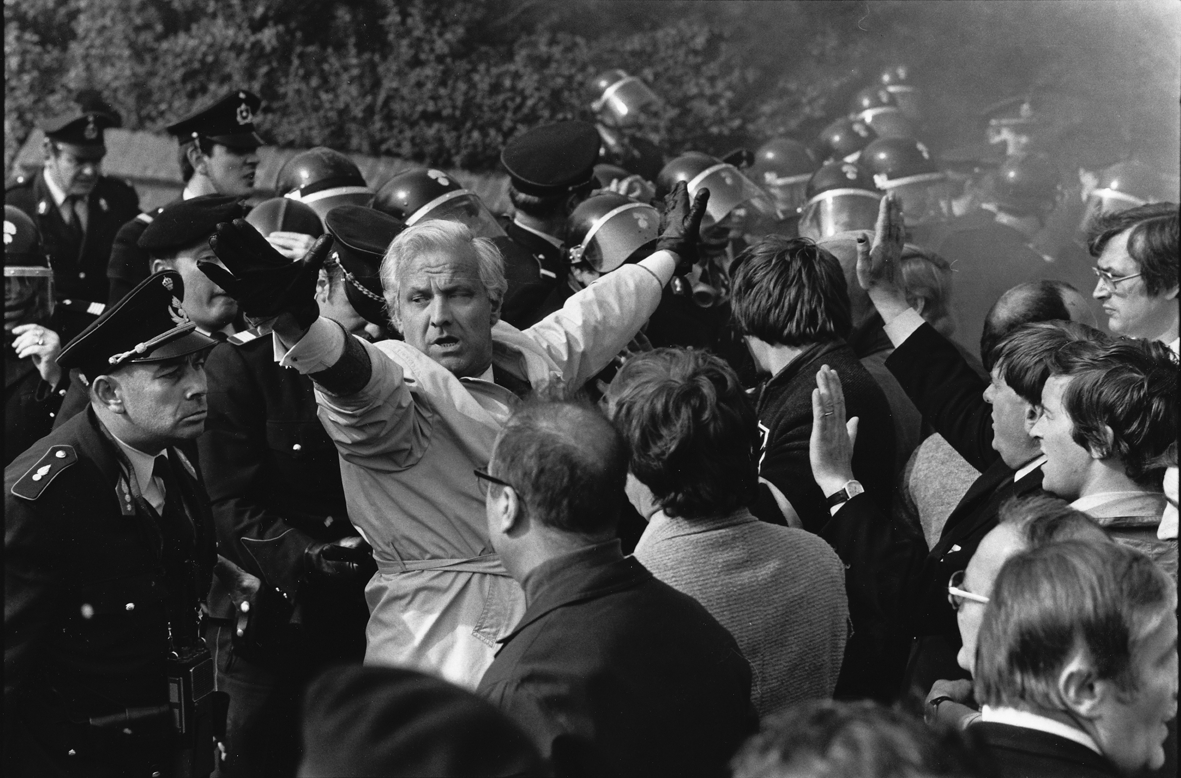
Deze bekroonde foto maakte Paul Van den Abeele op 29 september 1979 in Wervik tijdens een betoging die pleitte voor een Vlaams schooltje in de faciliteitengemeente Komen. De man in lichte regenjas, die een confrontatie tussen de betogers en de ordediensten probeerde te verhinderen, is de toenmalige Volksunie-voorzitter Vic Anciaux. De foto is uitgegroeid tot een iconisch beeld van de taalstrijd in België.

## Fotoboeken
Van den Abeele heeft talrijke boeken met zijn foto's geïllustreerd, onder meer:
- Maria Rosseels, Gesprekken met gelovigen en ongelovigen, 1967
- Hugo de Ridder en Frans Verleyen, Waar is nu mijn mooie boomgaard?, Lannoo, 1971
- Gaston Durnez, Jullie worden eerder gek dan wij, Lannoo, 1972
- Jozef Deleu, Frans Vlaanderen, Lannoo, 1972
- Daniel De Moor, Oost-Vlaanderen, Lannoo, 1974
- Walter Baes, Brugge een levende stad, Orion, 1975
- Gwij Mandelinck, De Westhoek, Lannoo, 1979
- Gaton Durnez, Vlaamse schrijvers. Vijfentwintig portretten, Manteau, 1982
- Christiaan Willems, De Dender en zijn Vlaamse Steden, Artis-Historia, 1984
- Willem M. Roggeman, De tijd stil zetten omheen Louis Paul Boon, Stichting Isengrinus, Utrecht, 2010.

Over eigen werk:
- Paul Van den Abeele. Foto’s, De Standaard, Groot Bijgaarden, 1988

## Tentoonstellingen
- Paul Van den Abeele fotografeert Louis-Paul Boon, in het Stedelijk Museum 't Gasthuys, Aalst, januari-april 2009.
- Paul Van den Abeele 50 jaar legendarisch, in het IJzertorenmuseum, Diksmuide, juli-augustus 2012.
- Collectie Mu.ZEE en foto's van Paul Van Den Abeele, in het Permekemuseum, Jabbeke, november 2012-januari 2013.